# Église Saint-Martin d'Ammerschwihr
L'église Saint-Martin d'Ammerschwihr est un monument historique situé à Ammerschwihr, dans le département français du Haut-Rhin.

## Localisation
Ce bâtiment est situé place de l'Abbé-Ignace-Simonis à Ammerschwihr.

## Historique

### Moyen Âge
L’existence d’un édifice religieux à l’emplacement de l’église est attestée depuis le Xe siècle. Une chapelle est en effet mentionnée en 977 dans une donation faite par Adélaïde de Bourgogne à l’abbaye de Murbach. L’existence d’une église est mentionnée pour la première fois en 1251, mais elle devait exister depuis longtemps à cette date, le village étant déjà cité comme siège d’une paroisse en 1149. L’évolution architecturale de l’édifice pendant le Moyen Âge est peu connue, si ce n’est que l’église compte deux autels au milieu du XIVe siècle et quatre chapelles au milieu du XVe siècle, auxquelles s’ajoutent deux autres en 1460 et 1501.

### Époque moderne
Le souhait de refaire entièrement l’église est exprimé au moins dès 1519, mais il faut encore cinquante ans pour collecter les fonds nécessaires à cette entreprise. Ceux-ci proviennent essentiellement des revenus générés par le pèlerinage des Trois-Épis, que cèdent leurs affectataires, à savoir l’administration municipale, le monastère de Feldbach, contrôlé par l’évêque de Bâle, les Ribeaupierre et les détenteurs de la seigneurie de Hohlandsberg, notamment Guillaume de Lupfen et Lazare de Schwendi. Quelques travaux ont lieu peu avant 1530 dans les parties orientales, mis c’est surtout à partir de 1563 que le chantier prend son essor. L’édifice est en grande partie reconstruit par le maître d’œuvre Claus Wigand, les travaux ne s’achevant qu’en 1585.
Seuls des travaux mineurs semblent avoir eu lieu dans le siècle suivant. L’édifice est signalé en 1736 comme étant en assez mauvais état, les fenêtres et la toiture devant être presque totalement refaites. Rien n’est toutefois entrepris, les décimateurs, à la charge desquels ils devraient être entrepris, refusant de payer. En 1761, le rapport d’une visite pastorale signale qu’à l’exception de la nef, l’église est sale et en mauvais état. Ne pouvant retarder les travaux plus longtemps, la ville les exécute à ses frais en 1769, puis porte l’affaire devant les tribunaux. Ainsi, le 3 juillet 1775, le conseil souverain d’Alsace condamne les décimateurs à rembourser ces frais et autorise la ville à prélever la somme sur les dîmes en cas de non-paiement. Les travaux sur le clocher, qui avait été exclus des restaurations précédentes, débutent en 1778. Les tourelles sont détruites et les ouvertures gothiques agrandies. 

### Époque contemporaine
Après la Révolution, le chœur est doté de stalles et de nouvelles peintures en 1809, seuls travaux du XIXe siècle. Comme beaucoup d’églises alsaciennes, celle d’Ammerschwihr commence à se faire trop petite à la fin du XIXe siècle et il est alors question de l’agrandir. Ces travaux débutent en 1908 et consistent à démolir le clocher pour rallonger la nef vers l’ouest. Ce chantier s’achève en 1912 avec ma construction d’un nouveau clocher à l’entrée de la nef.
En 1936, le curé Weber fait construire une nouvelle sacristie, combler la crypte et remplacer l’ancien maître autel, qui provenait de l’église Saint-Martin de Bâle. L'édifice fait l'objet d'une inscription au titre des monuments historiques depuis 1946.

## Architecture

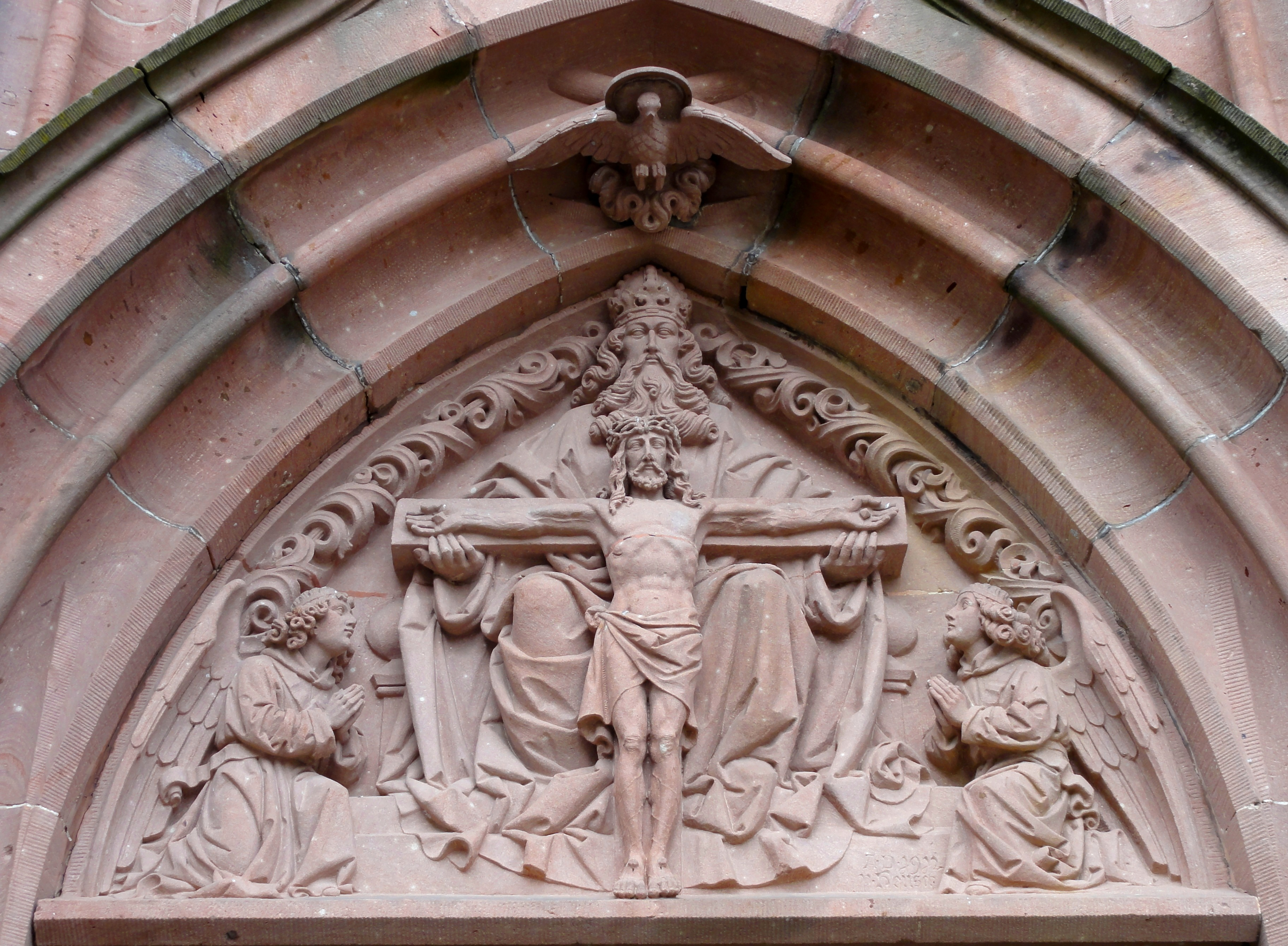
Tympan du portail "Trône de Gloire".
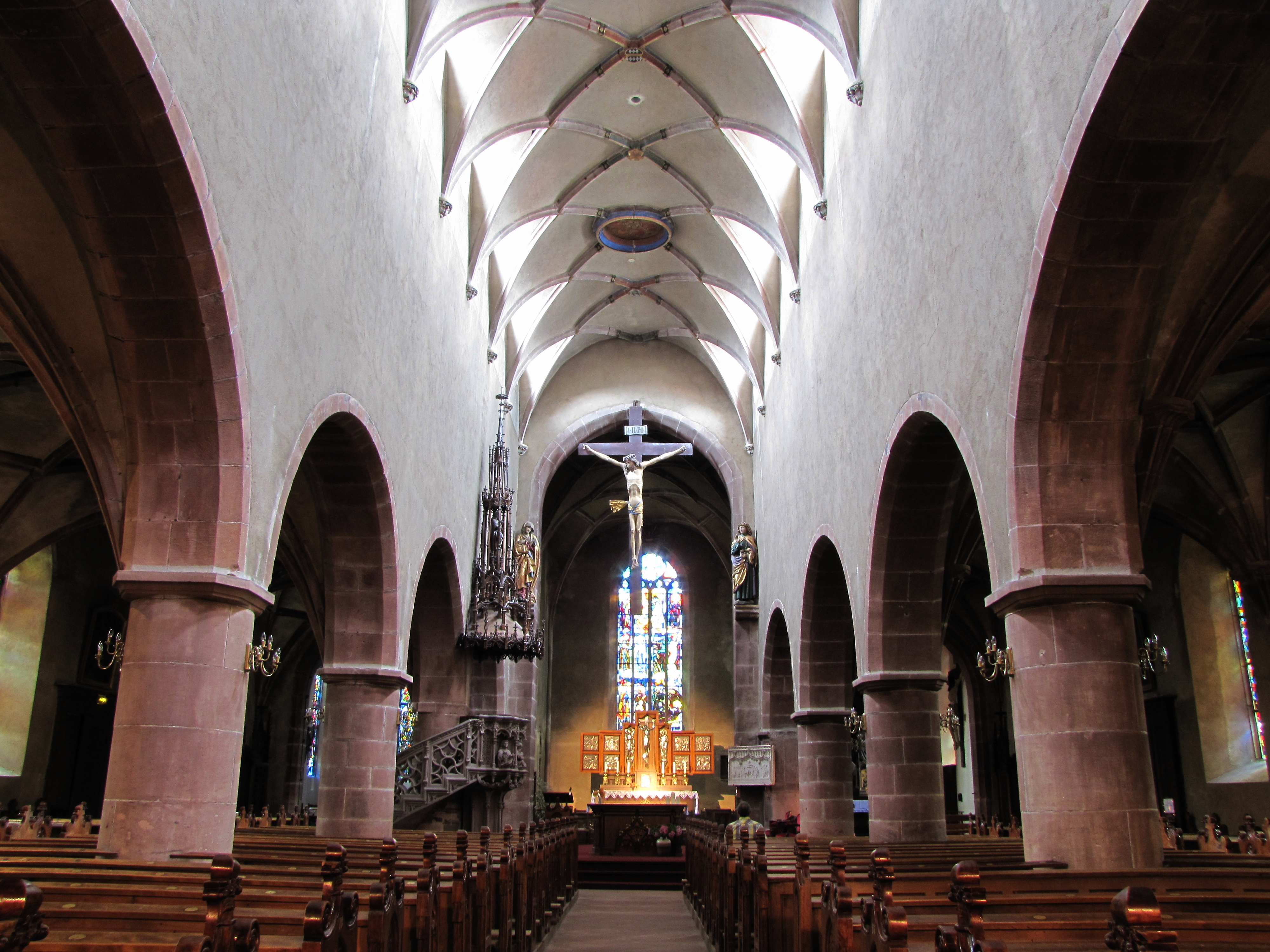
Vue intérieure de la nef vers le chœur.
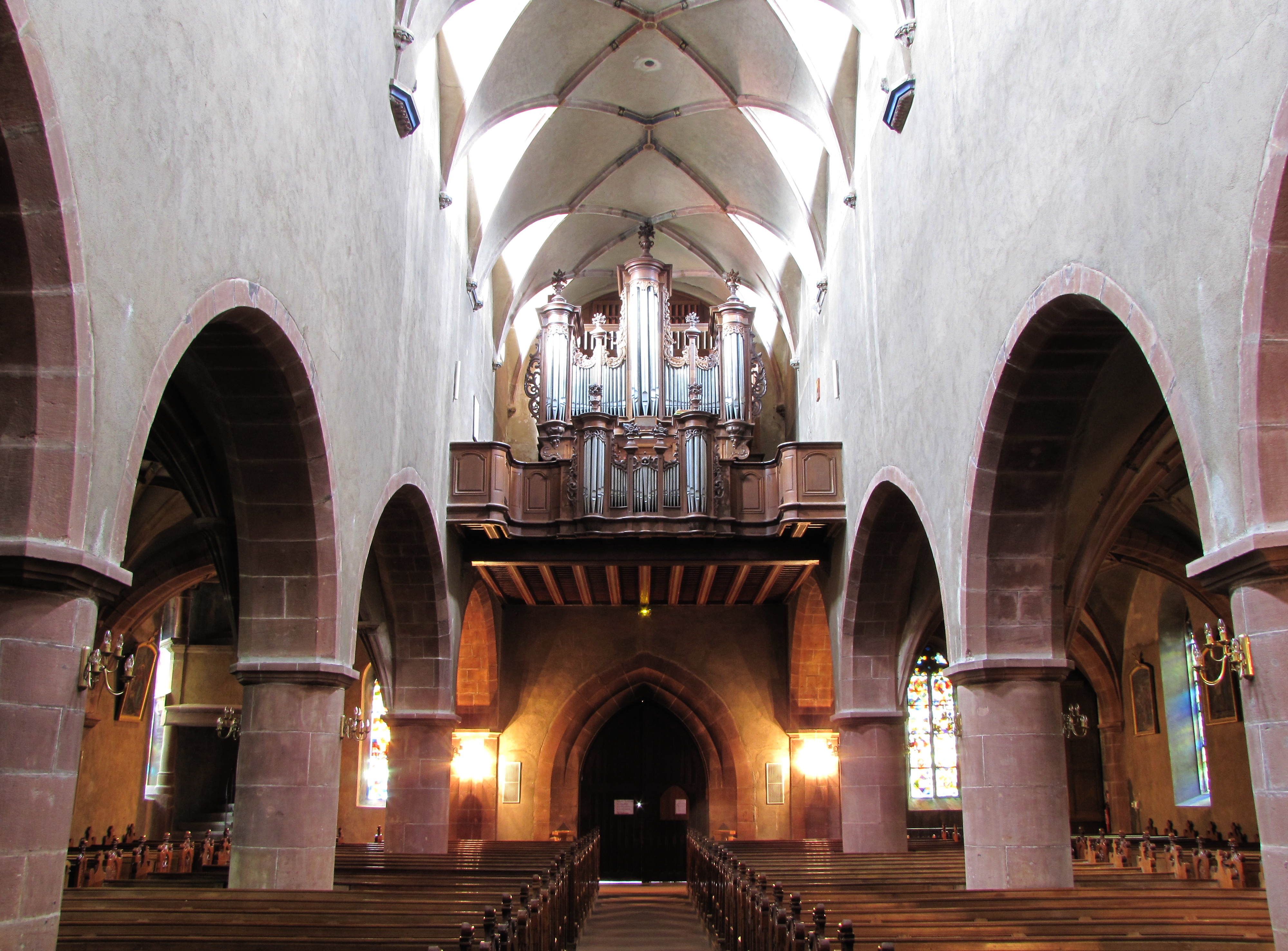
Vue intérieure de la nef vers la tribune de l'orgue.
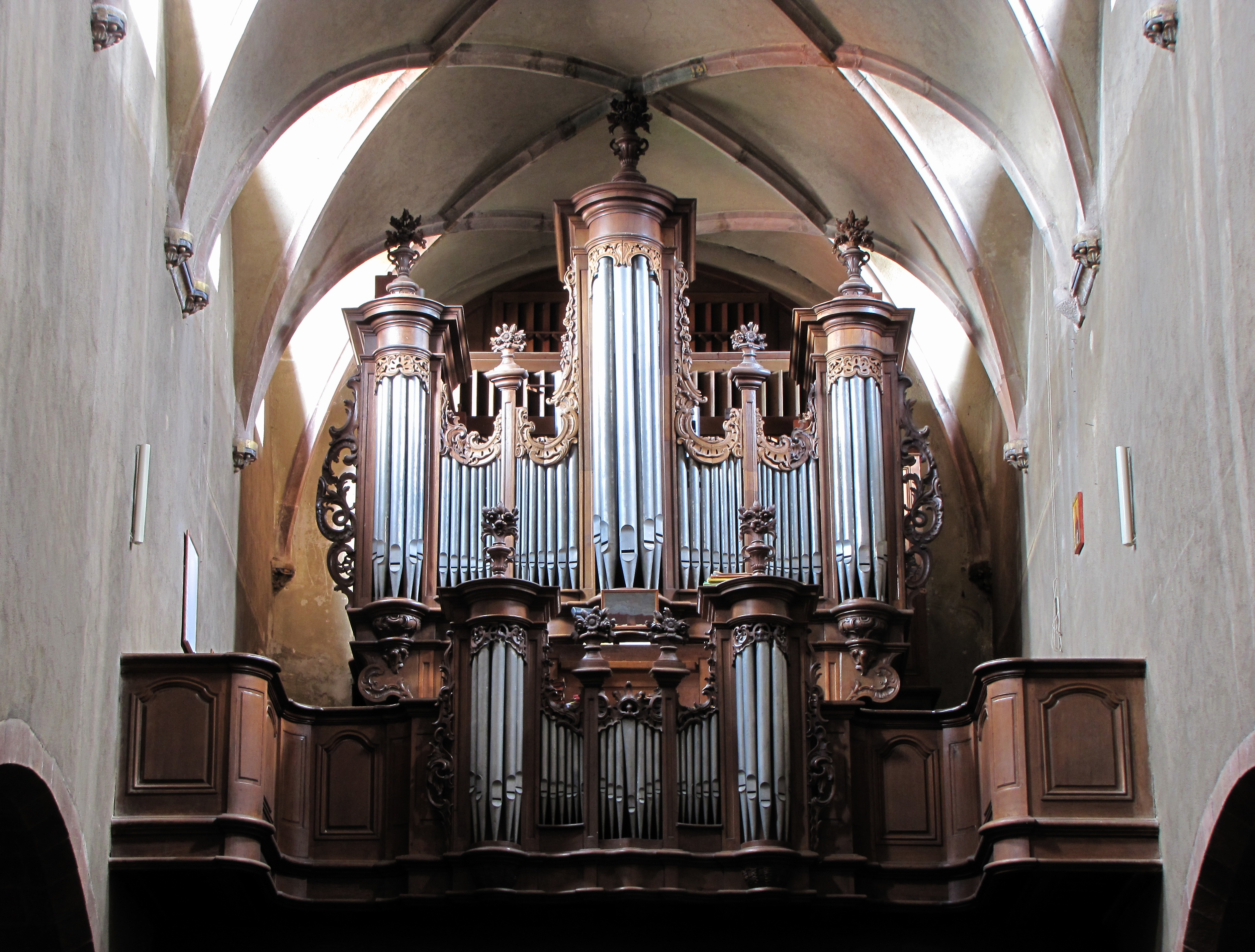
Orgue Dubois-Bergäntzel-Rinckenbach-Roethinger (1762).
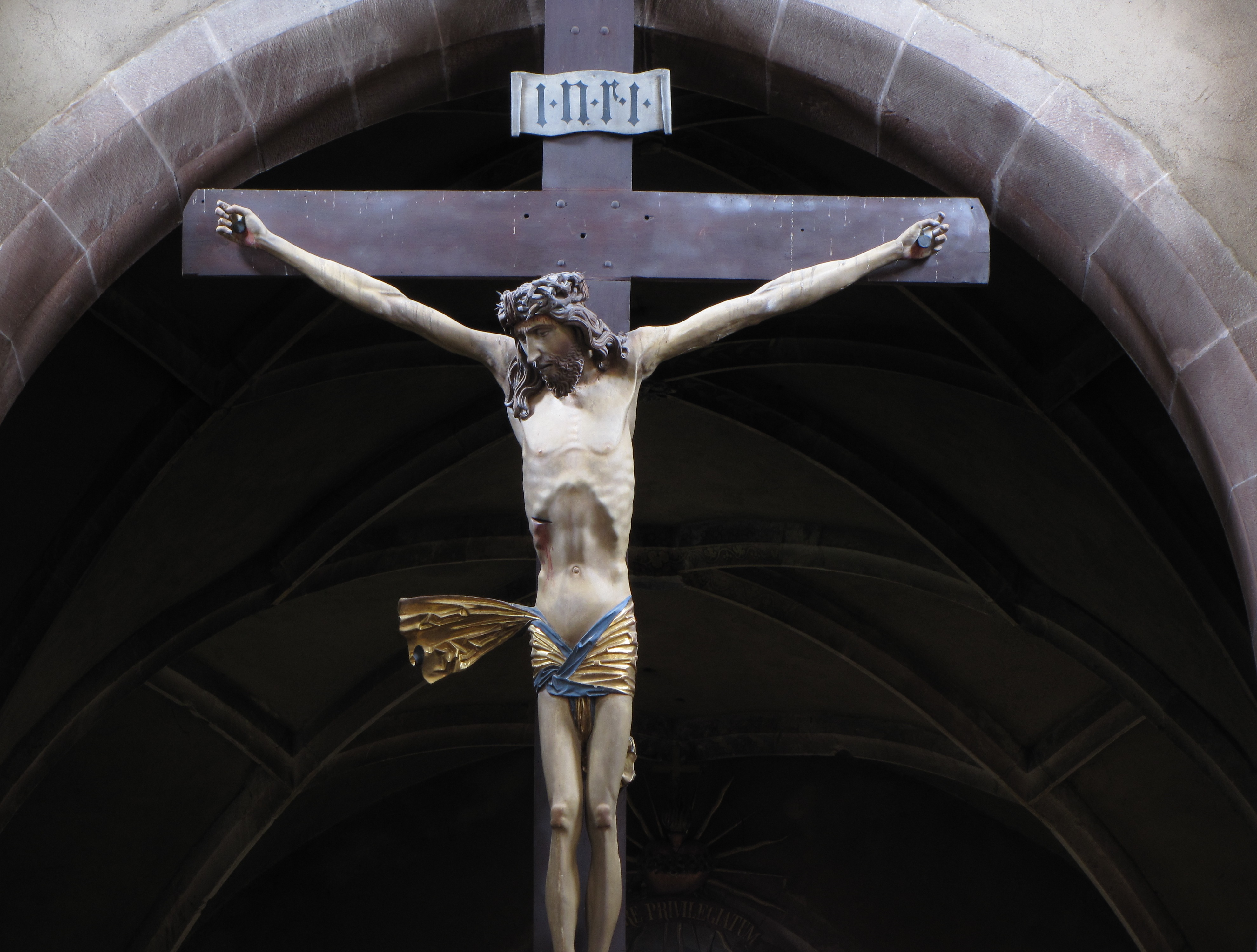
Calvaire (XVe) : Christ en croix triomphale.
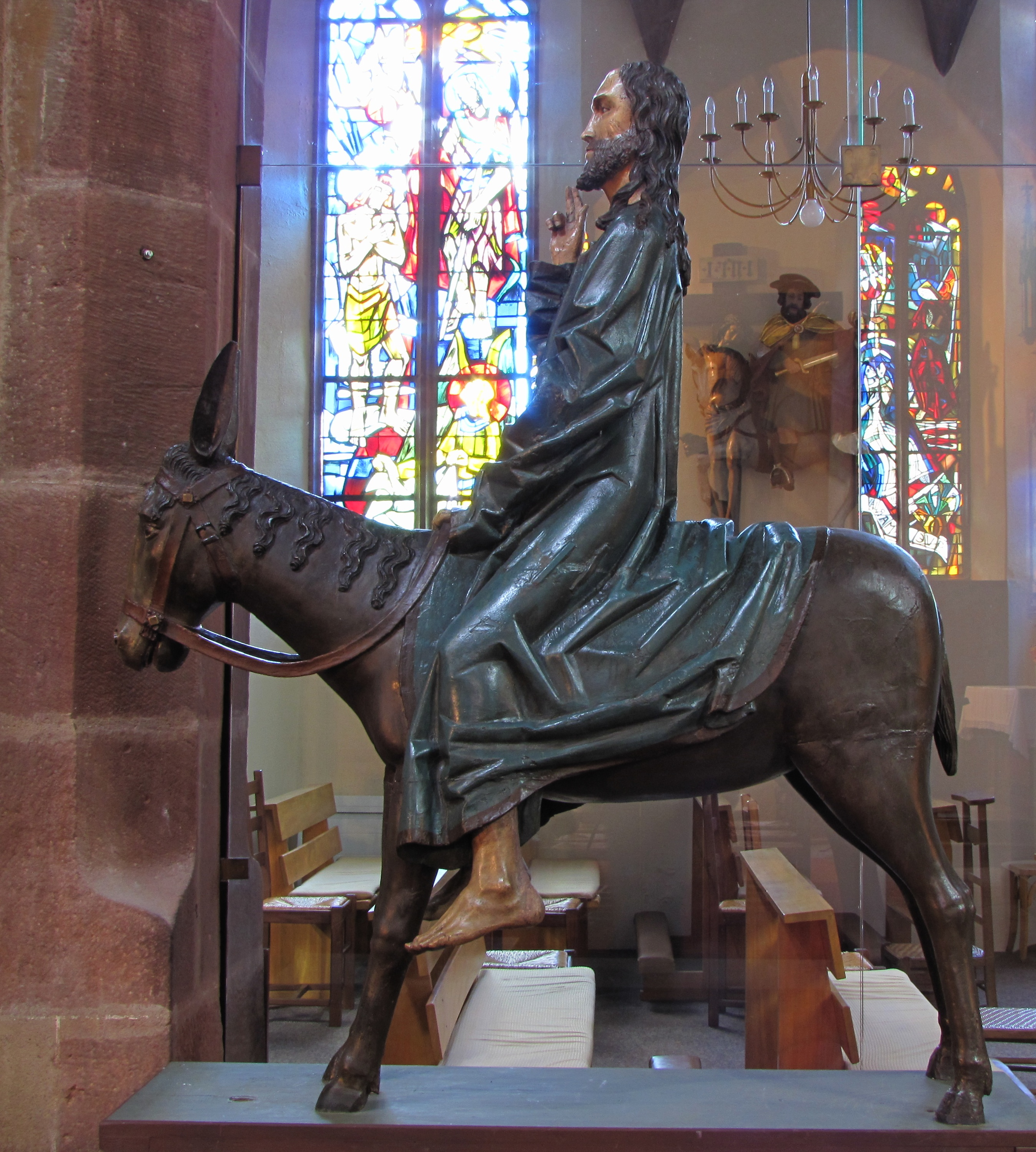
Groupe sculpté "Christ des Rameaux" (XVIe).
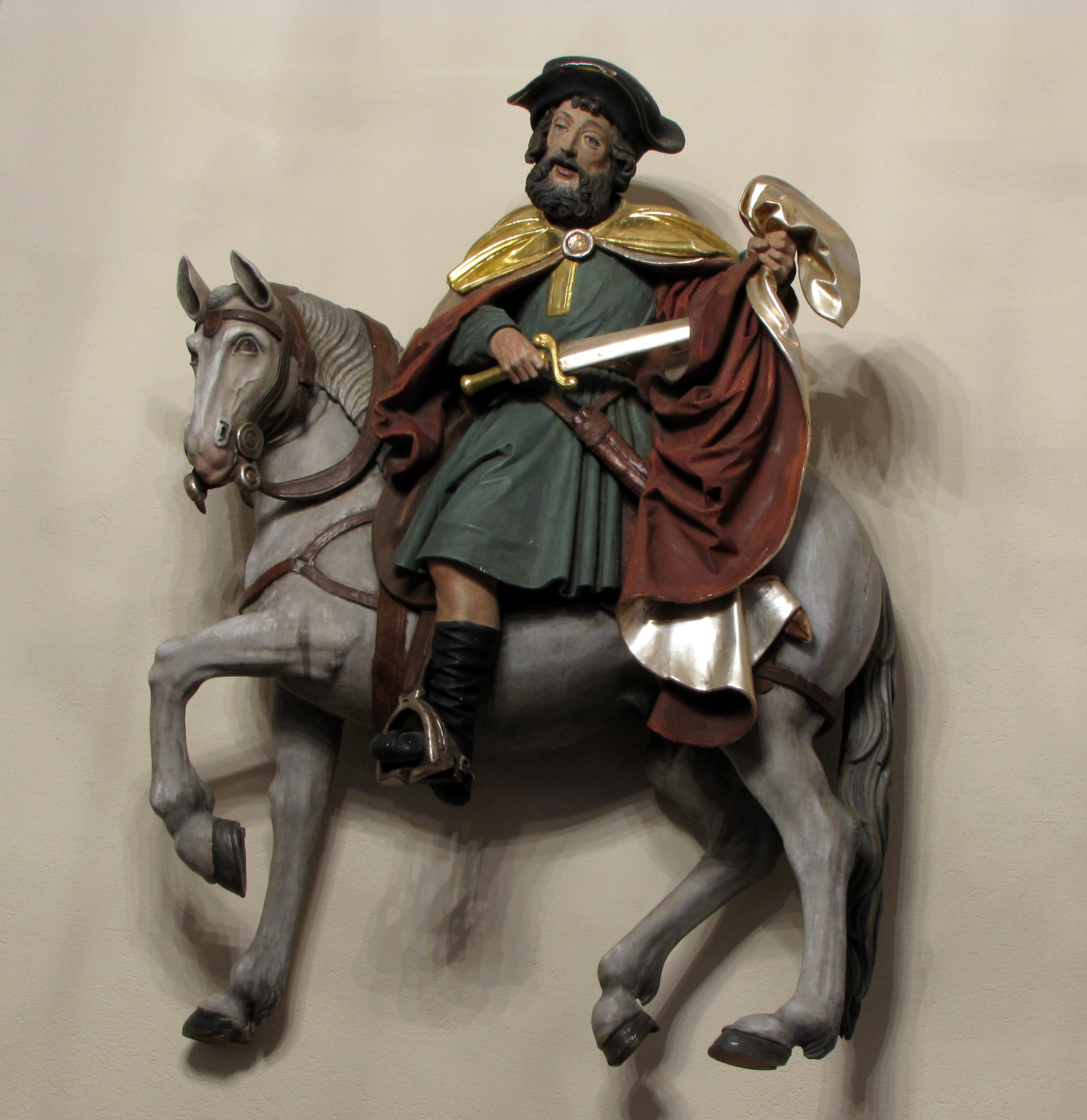
Statue de saint Martin (XVIe).